# Джонатан Сафран Фоер
Джонатан Сафран Фоер (на английски: Jonathan Safran Foer, фамилията се произнася по-близко до Фоуър ) е американски писател, роден през 1977 г. във Вашингтон и известен най-вече с екранизирания си роман „Всичко е осветено“. Живее в Бруклин, Ню Йорк, заедно със съпругата си, писателката Никол Краус, и сина им Саша.

### Самостоятелни романи
- (2002) Everything Is Illuminated
- (2005) Extremely Loud and Incredibly Close / Ужасно силно и адски близо, София: Унискорп (2008), пр. М.Михайлова, ISBN 979-054-330-138-6
- (2010) Tree of Codes
- (2016) Here I am

### Сборници
- Noisy Outlaws, Unfriendly Blobs, and Some Other Things... (2005) – с Нийл Геймън, Ник Хорнби и Йон Циежка

### Документалистика
- Да ядеш животни, Eating Animals (2009)
- Haggadah (2012)
- New American Haggadah (2014)